# Veryan
 (septembre 2023).
Veryan est une paroisse civile et un village des Cornouailles, en Angleterre.